# Portal de las Salinas
Portal de las Salinas är en ort i Mexiko.   Den ligger i kommunen Ciénega de Flores och delstaten Nuevo León, i den centrala delen av landet, 700 km norr om huvudstaden Mexico City. Portal de las Salinas ligger 434 meter över havet och antalet invånare är 2 671.
Terrängen runt Portal de las Salinas är platt åt sydväst, men åt nordost är den kuperad. Runt Portal de las Salinas är det ganska glesbefolkat, med 35 invånare per kvadratkilometer. Närmaste större samhälle är Fraccionamiento Real Palmas, 8,8 km söder om Portal de las Salinas. Trakten runt Portal de las Salinas består i huvudsak av gräsmarker.